# Serra d'Ayllón
La serra d'Ayllón (en castellà Sierra de Ayllón) és una serra que s'estén les províncies de Guadalajara, Segòvia, Sòria i Madrid. Forma part del Sistema Central espanyol. El seu punt més alt és el Pico del Lobo de 2.272 msnm.